# Seenotrettungsstation Fehmarn
Die Seenotrettungsstation Fehmarn der Deutschen Gesellschaft zur Rettung Schiffbrüchiger (DGzRS) liegt an der Ostsee auf der Insel Fehmarn. Seit 2023 gibt es auf der Insel zwei Liegeplätze von Seenotrettungsbooten (SRB). Der erste ist der 1986 eingerichtete im öffentlich nicht zugänglich Sicherheitsbereich des Fährhafens von Puttgarden. Im Süden wurde ein neuer Liegeplatz im Hafen von Burgstaaken eingerichtet. Die Alarmierung der Boote erfolgt im Regelfall durch die Zentrale der DGzRS in Bremen, wo die Seenotleitung Bremen (MRCC Bremen) ständig alle Alarmierungswege für die Seenotrettung überwacht.

## Geschichte
Die nach dem Ende des Zweiten Weltkriegs geschlossene Station wurde 1986 wieder in Betrieb genommen. Die DGzRS verlegte dazu das SRB der 7-Meter-Klasse BRUNTJE von der Station in Burgtiefe im Süden von Fehmarn zum Fährhafen der Vogelfluglinie. Nach der deutschen Wiedervereinigung gab die DGzRS das Boot 1990 zur Seenotrettungsstation Freest und die Station erhielt dafür die KAATJE aus Damp, die zur BRUNTJE (II) umbenannt wurde. Nach nur fünf Monaten ging das 7-Meter-Boot nach Rügen, um eine weitere Oststation in Thiessow auszustatten. Dafür kam erstmals ein Neubau nach Puttgarden. Die an der früheren Station in Burgstaaken getaufte FRANZ STAPELFELDT entstammte der Vorserie der 2. Generation von SRB von der Schweers-Werft an der Unterweser. Das Boot KRST 31 blieb zehn Jahre auf Station und wechselte danach zur Seenotrettungsstation Maasholm, um dem Neubau SRB 53 aus der 3. Generation SRB Platz zu machen. Die im Jahr 2000 stationierte EMIL ZIMMERMANN entstammte der ersten Serie mit 9,5 Meter Länge und einem vollständig geschlossenen Steuerhaus. Nach 20 Jahren verlegte die DGzRS das Boot zur Seenotrettungsstation Fedderwardersiel.

## Aktuelles Boot der Station
Seit Februar 2020 besitzt die Station Puttgarden das SRB 77 von der Tamsen-Werft in Rostock. Die ROMY FRANK ist die um 60 Zentimeter verlängerte Version der gleichen Klasse wie das Vorgängerboot, wodurch mehr Platz in der Plicht geschaffen wurde. Der verstärkte Motor mit 380 PS gestattet auch das Schleppen deutlich größerer Schiffe und reicht für eine Höchstgeschwindigkeit von 18 Knoten.
Nachdem im Mai 2023 die Station für den südlichen Liegeplatz in Burgstaaken die GERHARD TEN DOORNKAAT aus Ueckermünde erhalten hatte, kam im Februar 2024 ein Neubau der 8,9-Meter-Klasse von der finnischen Werft. Die HELENE erhielt den gleichen Namen wie das erste Ruderrettungsboot der Insel vor mehr als 125 Jahren. 

## Einsatzgebiet
Das Revier der Seenotretter ist der 19 Kilometer breite Fehmarnbelt zwischen Deutschland und Dänemark, der von Fracht- und Containerschiffen dicht befahren ist. Der Kiel-Ostsee-Weg wird im Belt von den Fähren nach Rødbyhavn auf der dänischen Insel Lolland gekreuzt. Hilfseinsätze gelten Seglern, Wassersportlern aller Art und erkrankten oder verletzten Seeleuten, die von Schiffen an Land gebracht werden müssen. Bei einem Seenotfall im Seegebiet um Fehmarn erfolgt eine Zusammenarbeit mit den Rettern der Nachbarstationen:
- Boot der Seenotrettungsstation Heiligenhafen
- Kreuzer der Seenotrettungsstation Großenbrode

und den Seenotrettern aus Dänemark.